# Maria Plattner
Maria Plattner (Hall in Tirol, 6 mei 2001) is een Oostenrijks voetbalspeelster. Ze speelt als middenvelder voor FC Bayern München in de Bundesliga.

## Clubcarrière
Plattner maakte haar profdebuut voor FC Bergheim in 2017 in de ÖFB-Frauenliga. In het seizoen 2018/19 kwam ze uit voor FC Wacker Innsbruck alvorens ze in het daaropvolgende seizoen uitkwam voor SK Sturm Graz.
In 2020 maakte Plattner de overstap naar de Duitse Bundesliga, waar ze voor 1. FFC Turbine Potsdam ging spelen. Met deze club behaalde ze de finale van de DFB Pokal. Plattner begon in de finale in de basis, maar verloor met haar ploeg met 4-0 van VfL Wolfsburg. In drie seizoen kwam Plattner tot 32 optredens voor Potsdam waarin ze een doelpunt maakte en zes assists gaf. Na haar vertrek in 2023 uit Potsdam, keerde ze terug naar haar oude club FC Wacker Innsbruck.
Op 18 januari 2025 maakte FC Bayern München de komst van Plattner wereldkundig. In eerste instantie komt ze uit voor het tweede elftal van de club uit de deelstaat Beieren in de tweede Bundesliga.

## Statistieken
| Seizoen | Club                   | Land      | Competitie        | Wedstrijden | Doelpunten |
| ------- | ---------------------- | --------- | ----------------- | ----------- | ---------- |
| 2020/21 | 1. FFC Turbine Potsdam | Duitsland | Bundesliga        | 10          | 0          |
| 2021/22 | 1. FFC Turbine Potsdam | Duitsland | Bundesliga        | 20          | 1          |
| 2022/23 | 1. FFC Turbine Potsdam | Duitsland | Bundesliga        | 2           | 0          |
| 2024/25 | FC Bayern München II   | Duitsland | Tweede Bundesliga | 6           | 1          |
| Totaal  | Totaal                 | Totaal    | Totaal            | 38          | 2          |

Laatste update: 5 april 2025

## Interlandcarrière
Plattner kwam als jeugdinternational uit voor Oostenrijk -16, Oostenrijk -17 en Oostenrijk -19. Ze maakte haar debuut voor het Oostenrijkse nationale team op 17 september 2022 in een WK 2023 kwalificatieduel tegen Letland door in de 59ste minuut in te vallen voor Verena Hanshaw in de met 8-1 gewonnen uitwedstrijd. Plattner maakte haar eerste interlanddoelpunt op 12 april 2022 door in dezelfde kwalificatiereeks tweemaal tot scoren te komen in de thuiswedstrijd tegen Letland, waarmee ze bijdroeg aan de 8-0 overwinning. Op 4 april 2025 kwam Plattner opnieuw tot scoren in een Nations League duel tegen Nederland. Ze bepaalde in de blessuretijd de eindstand op een 3-1 nederlaag.